# SFB 3
SFB 3 war ein Radioprogramm aus Berlin. Von 1979 bis 1997 wurde es als Klassik- und Kulturwelle vom Sender Freies Berlin betrieben.

## Geschichte
1962 startete der SFB zusammen mit dem NDR im Hörfunk ein gemeinsames Drittes Programm mit anspruchsvollen Musik- und Wortsendungen. Am 1. April 1979 wurde daraus unter dem Namen SFB 3 die Klassik- und Kulturwelle des SFB. Am 3. Oktober 1997 ging das Programm in den neu gegründeten Hörfunksendern Radio Kultur und Radio 3 auf.